# Anna Kutera
Anna Kutera (ur. 16 czerwca 1952 w Zgorzelcu) – polska artystka multimedialna. Wśród dziedzin jej artystycznej aktywności znajdują się fotografia, film, wideo, malarstwo, instalacja i sztuka performance.

## Życiorys

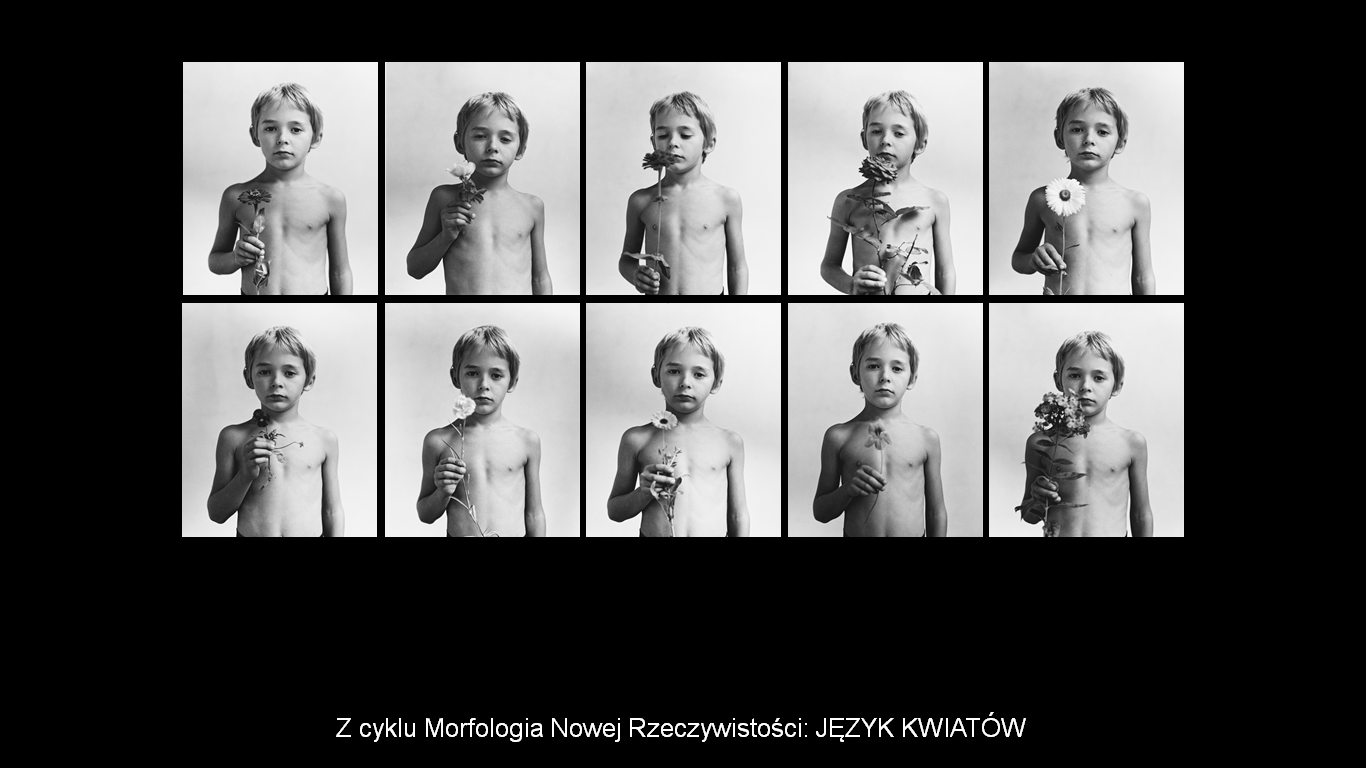
Anna Kutera, Morfologia nowej rzeczywistości, 1975–76

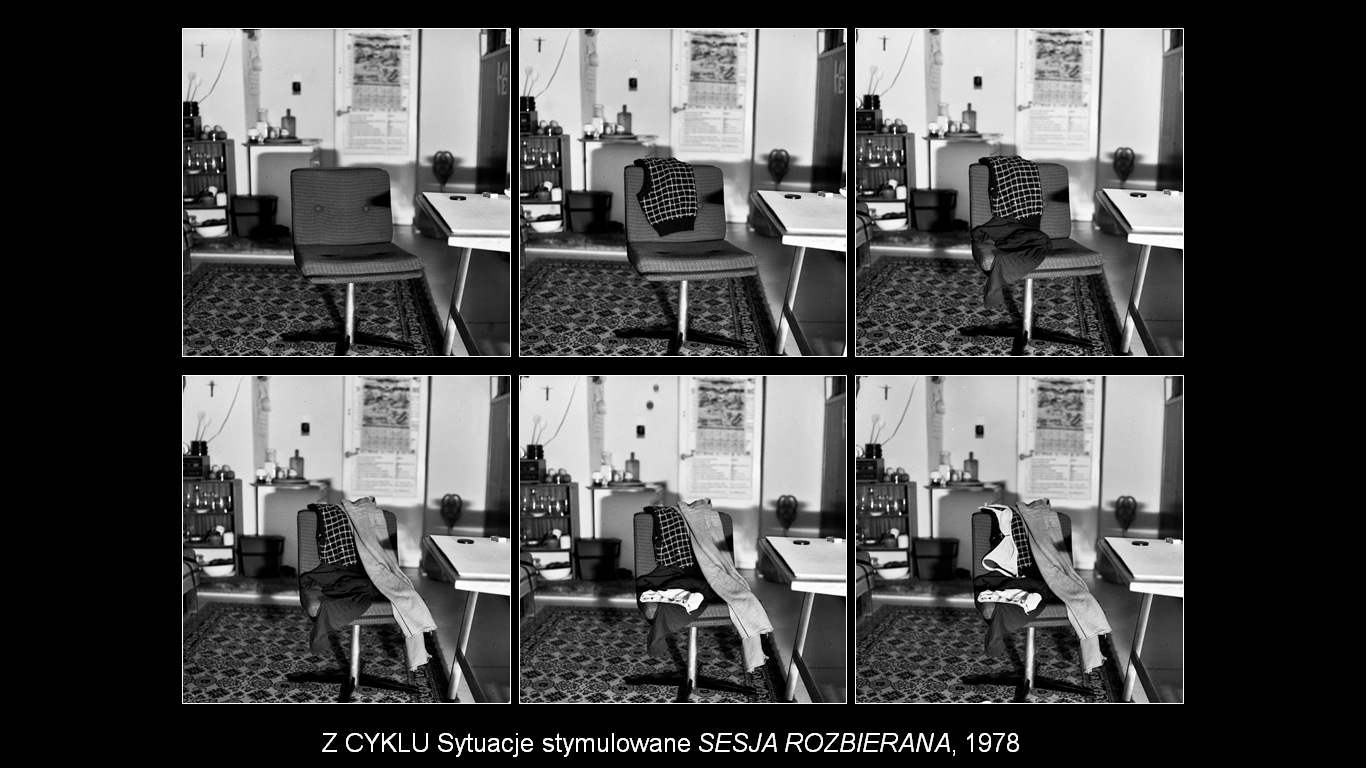
Anna Kutera, Sesja Rozbierana, 1978

Jest absolwentką Państwowego Liceum Sztuk Plastycznych we Wrocławiu (1968-1972). W latach 1972–1977 studiowała w Państwowej Wyższej Szkole Plastycznej we Wrocławiu na Wydziale Malarstwa, Grafiki i Rzeźby (obecnie Akademia Sztuk Pięknych we Wrocławiu). Dyplom otrzymała w pracowni malarstwa prof. Konrada Jarodzkiego. Jak pisze w swoich biogramach „w latach 70. łączyła pracę artystyczną z działalnością animatorki środowiska artystycznego”. W latach 1975–1980 razem z Romualdem Kuterą, Lechem Mrożkiem, Piotrem Olszańskim prowadziła we Wrocławiu Galerię Sztuki Najnowszej. Od 1975 roku współorganizowała razem z Janem Świdzińskim międzynarodowy ruch sztuki kontekstualnej, zogniskowanej na badanie kontekstu sztuki, która rozszerzała pojęcia i schematy dominującego wówczas konceptualizmu. Artystka w roku 1975 sformułowała założenia do obszernego cyklu artystycznego Morfologia Nowej Rzeczywistości, w którym rozważała problem funkcjonowania kilku równoległych rzeczywistości w sztuce na przykładzie analizy kilku serii zdjęć siedmioletniego modela. W Sytuacjach stymulowanych z lat 1976–1989 badała rolę przypadków, zdarzeń prawdziwych i wykreowanych na społeczny odbiór idei artystycznej (Psia afera, Przejazd kolejowy, Cykl Gadających obrazów, Dialogów i Monologów). Od roku 1990 rozpoczęła kompleksowy cykl prac pod wspólnym tytułem Moje domy odwołujących się w symboliczny sposób do takich pojęć jak dom, intymność, bezpieczeństwo, wspólnota, otwartość na kontekst i zewnętrzne wartości. Jak można przeczytać w tekście wprowadzającym do wystawy Anna Kutera POST..:
Ostatnie prace z cyklu Domy zastępcze, oraz m.in. Dom wotywny dla Natury, Dom owadów i Domy bezdomnych (2008/2009) analizują skutki cywilizacyjnych zmian w obrębie stosunków społecznych, natury i ekologii.
Od 2009 roku realizowała cykl Genetyczne konteksty (2008/2009), który brał po lupę związki rodzinne, emocjonalne i kulturowe modeli z którymi współpracowała, jak również odwoływał się do źródeł tematycznych własnych prac z lat wcześniejszych. W roku 2010 rozpoczęła kolejny cykl Post mass media, który składał się z fotografii, filmów i instalacji interaktywnych. Miał on zachęcić do analizy naszego podejścia do treści i formy mass mediów (czasopism, gazet, telewizji, Internetu). Od 1977 roku jest członkiem Związku Polskich Artystów Plastyków Okręgu Wrocławskiego.

## Twórczość

### Najważniejsze cykle prac Anny Kutery

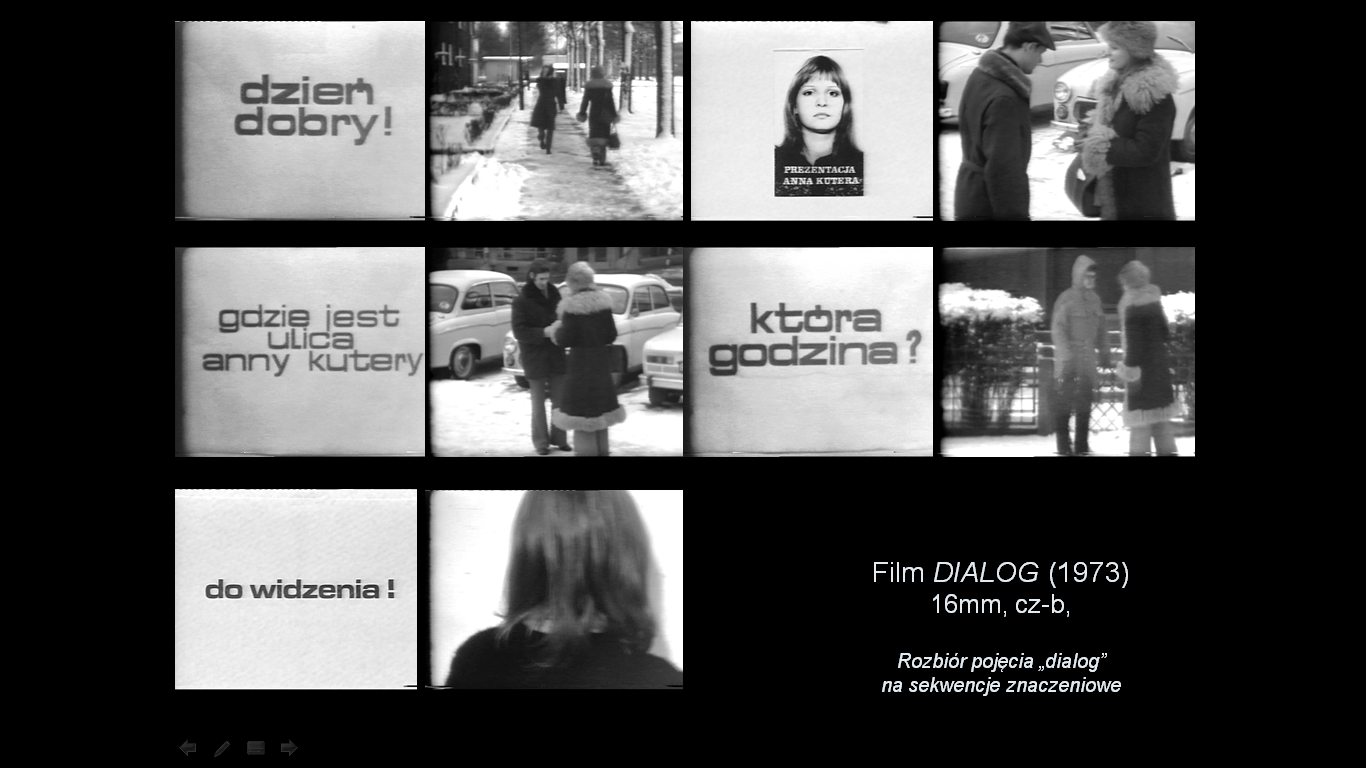
Anna Kutera, Kadry z filmu DIALOG, 16mm, cz-b, 1973 (Rozbiór materiału filmowego na sekwencje znaczeniowe)

- 1973–1975 – Fotografia Autokreacyjna[1]
- 1975–1976 – Morfologia Nowej Rzeczywistości[1]
- 1976–1989 – Sytuacje Stymulowane[14]
- od 1990 – Moje Domy[6]
- 1975 – 2010 – Genetyczne Konteksty[6]
- od 2010 – Post mass media[16]

### Wystawy indywidualne i realizacje w przestrzeni publicznej

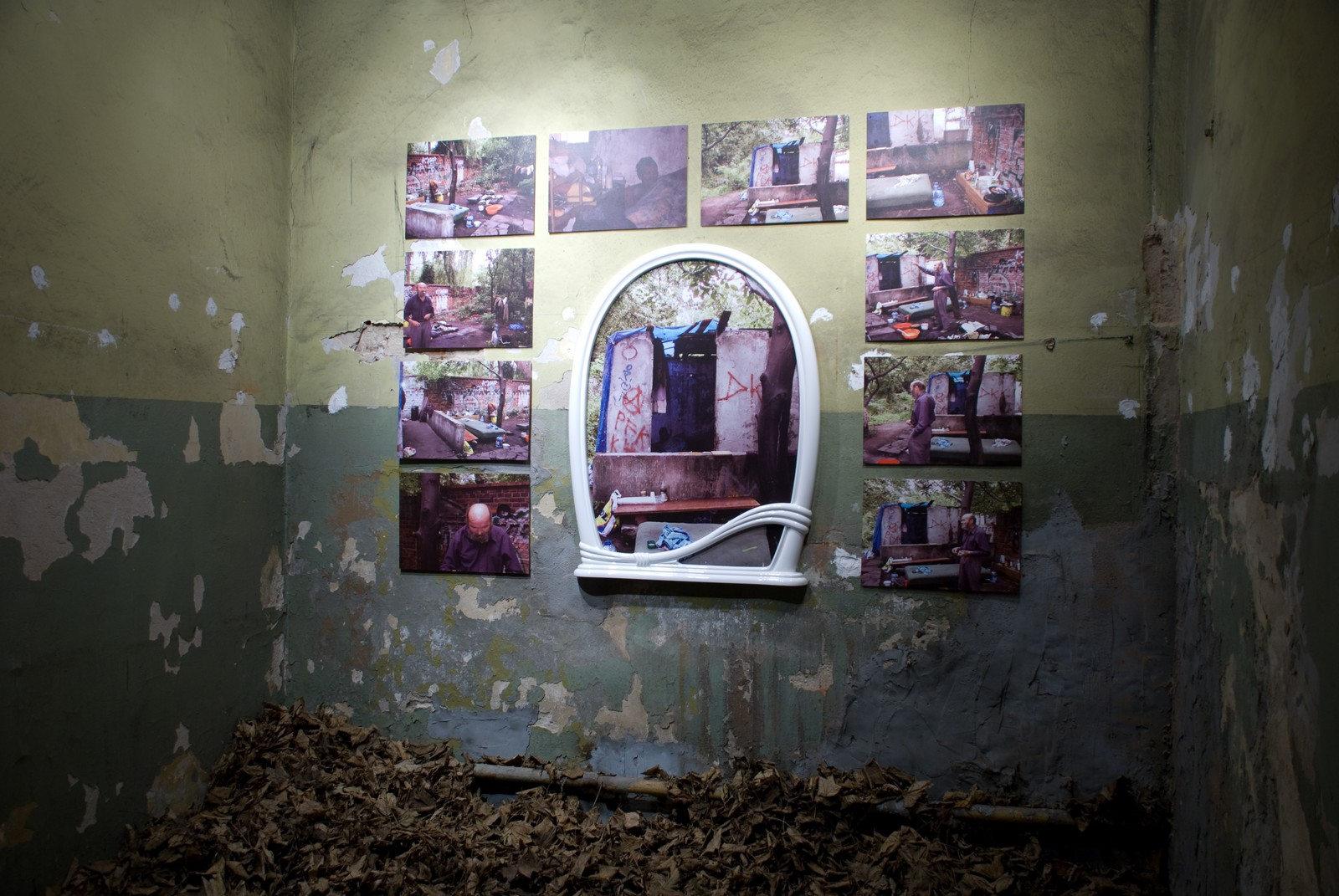
Anna Kutera, Domy bezdomnych I, 2007/2008

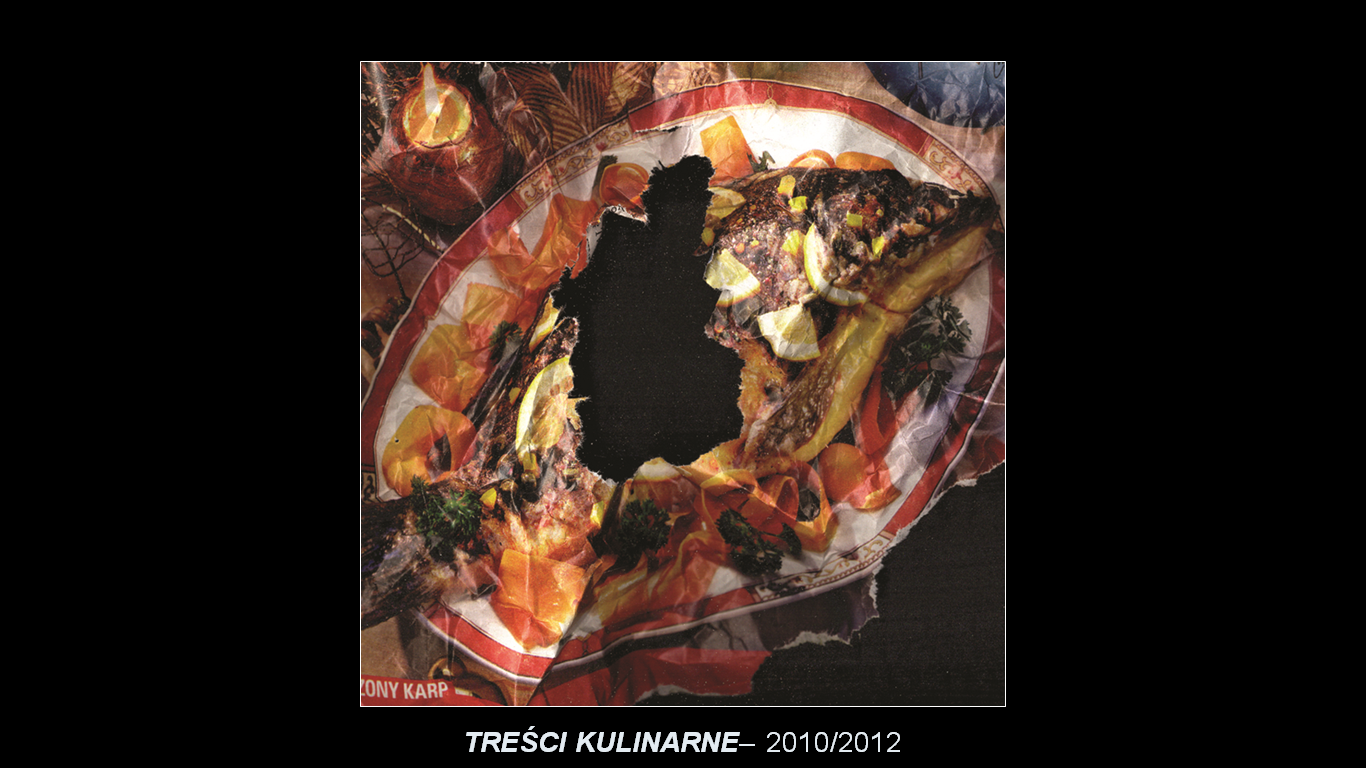
Anna Kutera, Treści kulinarne, 2010-12

- 1975 – Morfologia nowej rzeczywistości – Galeria S:T Petri, Lund, Szwecja[17]
- 1976 – Morfologia nowej rzeczywistości – Galeria Sztuki Najnowszej, Wrocław
- 1977 – Dlaczego lampa świeci – Galeria Znak, Białystok
- 1977 – Morfologia nowej rzeczywistości – Galeria Foto-Medium-Art, Wrocław
- 1977 – Morfologia nowej rzeczywistości – Galeria Labirynt, Lublin
- 1978 – Wieloalternatywna koncepcja sztuki (Na przejeździe kolejowym) – GSN, Wrocław
- 1980 – Remanent – Mała Galeria, Warszawa
- 1980 – Remanent – Galeria Sztuki Najnowszej, Wrocław
- 1981 – Sztuka alternatywna – Maximal Art Gallery, Poznań
- 1982 – Sytuacje stymulowane (wystawa z Romualdem Kuterą) – BWA Gorzów Wielkopolski, Gorzów Wielkopolski
- 1984 – Dialog – Galeria Remont, Warszawa
- 1985 – Mówić do siebie – Galeria Labirynt, Lublin
- 1985 – Sytuacje stymulowane – Artculture Resource Centre (ARC) Toronto, Kanada
- 1986 – Mówiące kamienie – Galeria Foto-Medium-Art, Wrocław
- 1990 – Mój Dom Francuski – DANAE Foundation, Pouilly/Paryż, Francja
- 1991 – Mój Dom w Dolinie Białej Lądeckiej – Gierałtów (Urząd Gminy Stronie ŚL.)
- 1991 – Mój Dom Podróżny – May de la Photo, Reims, Francja
- 1992 – Moje Domy – Galeria Działań, Warszawa
- 1992 – Mój Dom Rodzinny – Biuro Wystaw Artystycznych Wrocław
- 1993 – Moje Domy – Galeria Miejska, Wrocław
- 1994 – Moje Domy – Galeria 72, Chełm
- 1994 – Koloseum – Program TVP „Wernisaż w Piątce”, Wrocław
- 1995 – Mój Dom Leśny, Bardo Śl.- instalacja i film TVP Program 5, Wrocław
- 1995 – instalacja Mój Dom Niebieski – w ramach wystawy „Erinnerte Gegenwart”, Galerie Rahnitzgasse, Drezno
- 1997 – instalacja Mój Dom Ekumeniczny – w ramach wystawy „Źródła wolności” towarzyszącej 46. Międzynarodowemu Kongresowi Eucharystycznemu, Galeria w Pasażu Wrocław
- 1999 – Kunst aus Breslau, Galerie Aller Art., Bludenz, Austria
- 2002 – Moje Domy – Galeria Miejska, Wrocław
- 2003 – Moje Domy – Obornicki Ośrodek Kultury, Oborniki Śląskie
- 2004 – Rotunda 12 Gwiazd – realizacja Domu Europejskiego i reżyseria spektaklu parateatralnego związanego z dniem wstąpienia Polski do Unii Europejskiej, Urząd Miasta Oborniki Śląskie
- 2005 – Domy Zastępcze – Galeria Na Solnym, Wrocław
- 2008 – Od domu do domu – Galeria Sztuki Najnowszej MOS, Gorzów Wielkopolski
- 2009 – Genetyczne Konteksty – Galeria Miejska, Wrocław
- 2010 – Genetyczne Konteksty – Galeria Pusta GCK, Katowice
- 2010 – Papierowa Miłość – Galeria Entropia, Wrocław
- 2011 – instalacja w ramach wystawy Dom Ludzkiej Natury – Galeria Miejska Willa, Łódź[18]
- 2012 – Gazetowa miłość – Galeria BWA, Kielce[19]
- 2012 – akcja w przestrzeni otwartej Anna Kutera pozdrawia mieszkańców Paderborn – w ramach Paderborn Cultursummer, Kusnstverein, Paderborn, Niemcy;
- 2012 – POST... – Muzeum Narodowe we Wrocławiu, Wrocław
- 2012 – POST, gazetowa miłość – BWA Galeria Sztuki, Bydgoszcz[20]
- 2012 – instalacja Forum Humanum w ramach Silesia Art Biennale (OKiS), Legnica
- 2012 – POST, gazetowa miłość – Galeria Wozownia, Toruń
- 2013 – POST, gazetowa miłość – Galeria Łaźnia, Gdańsk;
- 2013 – POST gazetowa miłość – BWA Galeria Sztuki, Leszno
- 2013 – performance Public Relations w ramach Nocy w Muzeum, Galeria BWA, Leszno
- 2014 – POST... Galeria Sztuki Najnowszej MOS, Gorzów Wielkopolski
- 2014 – POST mass media – prezentacja autorska w ramach Nocy Muzeów, Kontury Kultury, Wrocław
- 2014 – POST…, Galeria XX1, Warszawa[21]
- 2015 – Dżungla z cyklu POST… – Galeria BWA Zielona Góra
- 2015 – instalacja Dżungla massmedialna z cyklu Post… – w ramach VII Festiwalu Sztuki w Przestrzeni Publicznej, Ośrodek Międzykulturowych Inicjatyw Twórczych ROZDROŻA, Lublin
- 2016 – wystawa Post mass-media – Ośrodek Działań Artystycznych, Piotrków Trybunalski
- 2016 – Wskroś, Galeria im. Jana Tarasina, Kalisz[22][23]
- TVP: m.in. Wrocław, Kielce, Gorzów Wlkp., Leszno, Gdańsk, Zielona Góra – udział w bardzo wielu programach, dokumentacja z wystaw indywidualnych i spotkań autorskich, wywiady i opinie, oraz realizacje autorskie
- Polskie Radio: m.in. Wrocław, Kielce, Leszno, Gdańsk, Zielona Góra, – udział w licznych audycjach, wywiady autorskie

### Wybrane wystawy zbiorowe w Polsce

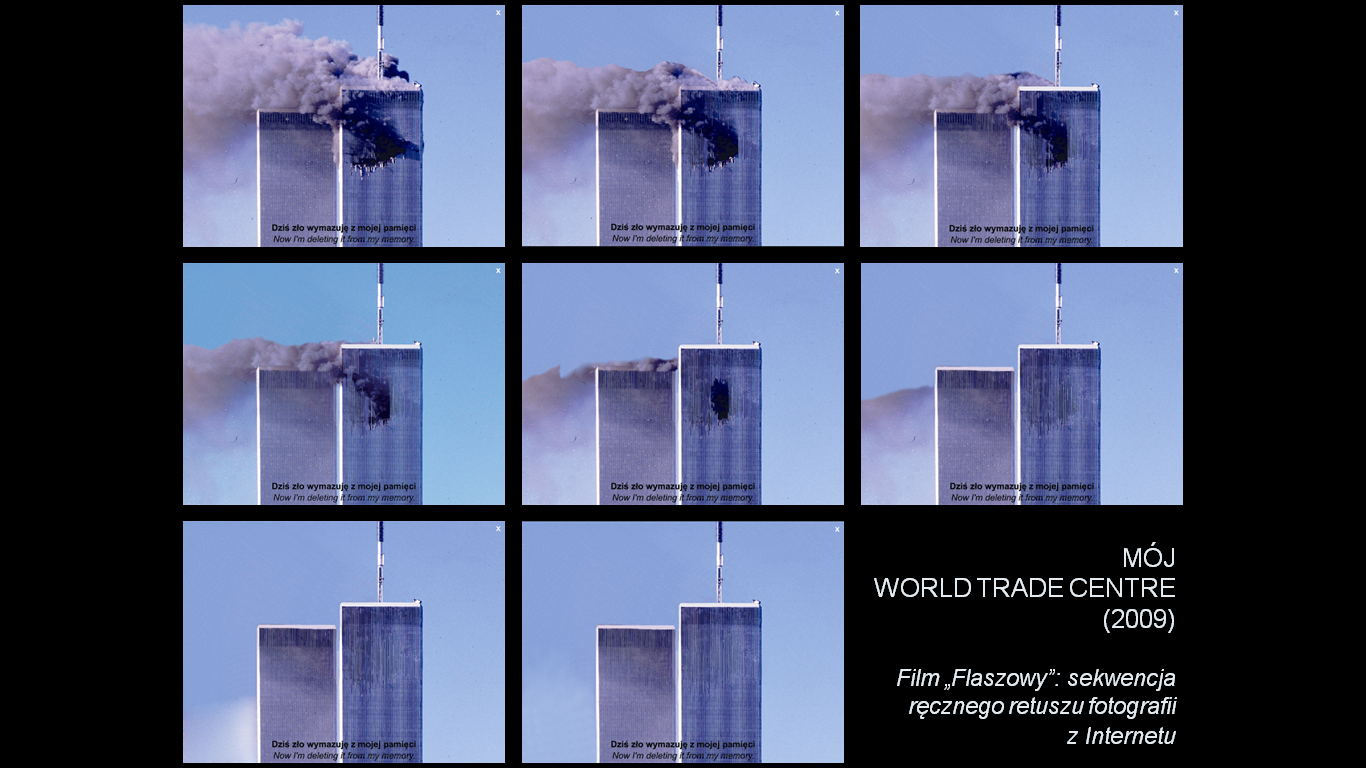
Anna Kutera, Mój World Trade Centre, film flaszowy, 2009

- 1974 – Prezentacja Międzynarodowej Galerii Sztuki Najnowszej – Galeria Remont, Warszawa
- 1975 – Proces – Spotkanie 3 – Galeria Remont, Warszawa
- 1976 – Sztuka Młodych – BWA, Sopot
- 1976 – I Międzynarodowy przegląd etiud studenckich Kino Młodych, Rzeszów
- 1976 – Akcja Przyłączcie się do naszego protestu przeciwko produkcji bomby neutronowej – Galeria Sztuki Najnowszej, Wrocław
- 1977 – Sprawozdanie z Toronto – Galeria Sztuki Najnowszej, Wrocław
- 1977 – Stany Graniczne Fotografii – SARP Katowice[24]
- 1977 – Stałe zajęcie – Galeria Labirynt, Lublin
- 1977 – Festiwal Kino Młodych – Rzeszów
- 1977– Fotografia medium sztuki – Galeria Foto-Medium-Art, Wrocław
- 1977 – Sprawozdanie z Toronto – Galeria Na Piętrze, Łódź
- 1977 – CDN – Prezentacje sztuki młodych – Warszawa[7]
- 1977 – Sprawozdanie z Toronto – Galeria Labirynt, Lublin
- 1977 – Sprawozdanie z Toronto – WDK Białystok
- 1977 – Sprawozdanie z Toronto – Galeria Remont, Warszawa
- 1977 – Akcja i seminarium Przyłączcie się do naszego protestu przeciwko produkcji bomby neutronowej – GSN Wrocław
- 1977 – Stan Świadomości – Galeria Znak, Białystok
- 1977 – Oferta’77 – Galeria Labirynt, Lublin
- 1978 – Wiosenne konfrontacje Młodych – BWA, Wrocław
- 1978 – Co robimy w ramach 12 Festiwalu Polskiej Muzyki współczesnej – Filharmonia Wrocławska i Galeria Sztuki Najnowszej, Wrocław
- 1978 – Stany świadomości, Galeria Znak, Białystok[25]
- 1978 – I AM – Galeria Remont, Warszawa
- 1978 – New Art. In Searching of Values – Jankowice, Maximal Art. Gallery, Poznań
- 1978 – Konferencja Sztuka Kontekstualna w Kazimierzu nad Wisłą – Galeria „Arcus”, Lublin
- 1978 – Prezentacje – Biuro Wystaw Artystycznych Wrocław
- 1979 – Porównania: logika – zmysły (Festiwal Sztuk Plastycznych) – BWA Sopot
- 1979 – Wiosenne Konfrontacje Młodych – Biuro Wystaw Artystycznych Wrocław
- 1980 – Alternatywy – Salon Sztuki Najnowszej, Wrocław
- 1980 – Dokument Sztuki – Galeria Foto-Medium-Art, Wrocław
- 1980 – Kontakt: od agitacji do kontemplacji (Międzynarodowe Biennale Grafiki)[26] – BWA Kraków
- 1981 – Kontakt – od Agitacji do kontemplacji – Galeria MDM, Warszawa
- 1980 – Sztuka kobiet Biennale Sztuki Współczesne – Galeria ON, Poznań
- 1981 – Problemy sztuki współczesnej – BWA Lublin
- 1981 – Falochron (Konstrukcja w Procesie) – Stowarzyszenie Twórców Kultury, Łódź
- 1981 – Nowe zjawiska w sztuce polskiej lat 70. – BWA Sopot
- 1981 – Międzynarodowe Triennale Rysunku – Muzeum Architektury, Wrocław
- 1983 – Zapisy – BWA Lublin
- 1984 – Postawy: Nurt intelektualny w sztuce – BWA Lublin
- 1988 – Polska fotografia Intermedialna lat 80-tych – BWA Poznań[27]
- 1988 – Wczoraj i dziś – BWA Sopot
- 1989 – Fotografia i(gra) z rzeczywistością – BWA Łódź[28]
- 1989 – Osobowości Sztuki Intermedialnej – Centrum Sztuki Współczesnej Zamek Ujazdowski, Warszawa
- 1989 – Sztuka Kobiet – Obecność II – BWA Poznań
- 1990 – Konstrukcja w Procesie – Stowarzyszenie Konstrukcja w Procesie, Łódź
- 1991 – Przestrzenie Sztuki – BWA Sopot
- 1991 – Czas Obecny – Historia opowiadania – SASI Warszawa, BWA Sopot
- 1991 – Nowe Przestrzenie Fotografii – Muzeum Architektury, Wrocław[29]
- 1992 – V Międzynarodowe Triennale Rysunku – Muzeum Architektury, Wrocław
- 1992 – Sztuka Kobiet – Obecność III – BWA Poznań[30]
- 1994 – Polska abstrakcja analityczna – Galeria Awangarda, BWA Wrocław
- 1995 – Polska abstrakcja analityczna – Galeria Sztuki, Łódź
- 1995 – Polska abstrakcja analityczna – Galeria Stara, Lublin
- 1996 – Spirala 1 – Fundacja Gerarda Kwiatkowskiego, Świeradów Zdrój
- 1997 – Źródła wolności: Berlin – Wrocław – Lwów w ramach 46. Kongresu Eucharystycznego, Galeria w Pasażu, Wrocław
- 1998 – Po Pięćdziesiątce. 52 lata ZPAP Zarządu Okręgu Wrocławskiego – Galeria Miejska, Wrocław
- 1998 – Oikos – Muzeum Okręgowe w Bydgoszczy
- 2000 – Festiwal Polskiego Malarstwa Współczesnego w Szczecinie
- 2003 – Galeria Oborniki Śląskie II – Obornicki Ośrodek Kultury, Oborniki Śl.
- 2005 – Galeria Oborniki Śląskie III – Obornicki Ośrodek Kultury, Oborniki Śl.
- 2005 – Spotkanie kontekstualne – Galeria Entropia, Wrocław
- 2006 – Zażyłość z Naturą – Galeria Miejska Ośrodek Propagandy Sztuki w Łodzi
- 2006 – Wieżowce Wrocławia – 60 lat wrocławskiej ASP – Muzeum Narodowe, Wrocław
- 2006 – Cdn. – Inne Media – BWA Wrocław
- 2007 – Wspólna Przestrzeń – w ramach Wrocław Non-Stop 2007 (ZPAP Okręg Wrocławski),
- 2007 – Galeria Oborniki Śląskie IV – Obornicki Ośrodek Kultury, Oborniki Śl.
- 2007 – Anniversary Show, Galeria Foto-Medium-Art, Bunkier Sztuki – Kraków
- 2008 – Trzecia odsłona – wystawa ze zbiorów Dolnośląskiego Towarzystwa Zachęty Sztuk Pięknych, MWW Wrocław[31]
- 2008 – Podwodny Wrocław – Browar Piastowski, Wrocław[32]
- 2008 – Teraz! artyści Galerii Foto-Medium-Art – Mazowieckie Centrum Sztuki Współczesnej Elektrownia, Radom[33]
- 2009 – Podwodny Wrocław – Galeria Browar Mieszczański, Wrocław
- 2010 – Fading Traces w ramach Fokus Łódź Biennale, Galeria Manhattan, Łódź[34]
- 2010 – Konceptualizm. Medium Fotograficzne w ramach Fokus Łódź Biennale[35]
- 2011 – Od-Nowa Przestrzeni w ramach Akcja sztuki-Nowe, MCK Tychy
- 2011 – Bez stereotypu Neue Wilde. Polska Sztuka lat 80. Z kolekcji CSW Zamek Ujazdowski[36] – CSW Zamek Ujazdowski, Warszawa
- 2011 – Save as Art w ramach Trzeciego Festiwalu Sztuka i Dokumentacja[37] – ŁDK, Łódź
- 2011 – Po setce wystawa jubileuszowa 100-lecie ZPAP, Galeria Miejska, Wrocław
- 2011 – Polska fotografia konceptualna – Galeria Sztuki Najnowszej, MOS, Gorzów Wlkp.
- 2012 – Silesia Art Biennale[38] – OKiS, Wrocław, MWW, Wrocław
- 2012 – Pełnia sztuczna/The Artificial Fullmoon[39] – Muzeum Współczesne Wrocław
- 2013 – Kolekcja Sztuki Współczesnej DTZSP – Muzeum Współczesne Wrocław
- 2013 – Teksty, Konteksty, Interteksty, Kolekcja w procesie, III pokaz zbiorów radomskiej Elektrowni – MCKiS Elektrownia, Radom[40]
- 2014 – Uczulenie na kolor[41] – Galeria Labirynt, Lublin
- 2014 – Specimen – próba kolekcji, MCSW Elektrownia[42], Radom
- 2014 – Awangarda nie biła braw. Romuald Kutera i Galeria Sztuki Najnowszej[43], Muzeum Współczesne Wrocław
- 2015 – Dzikie Pola Historia awangardowego Wrocławia[44] – Muzeum Współczesne Wrocław, Narodowa Galeria Sztuki Zachęta, Warszawa
- 2015 – Otwarte Miasto, VII Festiwal Sztuki w Przestrzeni Publicznej Ośrodek Międzykulturowych Inicjatyw Twórczych Rozdroża[45], Lublin
- 2015 – Po niebie został tylko księżyc, czyli druga odsłona programu Otoczenie – Muzeum Tatrzańskie, Galeria Władysława Hasiora, Zakopane
- 2015 – Wojna i pokój – Galeria Labirynt, Lublin[46][47]
- 2015 – Zrobić niemożliwe światło – Fundacja ArtOn, Warszawa
- 2016 – Jest / nie ma. Wystawa z kolekcji DTZSP, Muzeum Współczesne Wrocław[48]
- 2016 – Sztuka na wodzie, w ramach Nocy Muzeów – Fundacja Otwartego Muzeum Techniki, Wrocław
- 2017 – 25/25 – Galeria Miejska, Wrocław[49]
- 2017 – Obrazy świata – Galeria BB, Kraków[50]
- 2017 – Nowe horyzonty w nowych mediach. Zjawiska sztuki współczesnej w latach 1945–1981[51] – Muzeum Sztuki Współczesne Pawilon Czterech Kopuł, Oddział Muzeum Narodowego we Wrocławiu
- 2017 – Archiwum zd-a/e/-rzeń, Podwodny Wrocław – Browar Mieszczański, Wrocław
- 2017 – Dama w lustrze. Strategie artystyczne kobiet w latach 70-tych XX w.[52][53], Galeria Piekary, Poznań
- 2018 – Wrocław konkretny – Dzieła z kolekcji Dolnośl. Tow. Zachęty Sztuk Pięknych[54] – Muzeum Współczesne Wrocław
- 2018 – A my po ESK… Ekspresja, Struktura, Kolor[55] – (ZPAP Wrocław) BWA Awangarda, Wrocław
- 2018 – Mikrohistorie – Galeria Fundacji ARTON, Warszawa
- 2019 – Awangarda i Państwo – Muzeum Sztuki w Łodzi[56]
- 2019 – Stany skupienia – Muzeum Współczesne Wrocław[57]
- 2019 – Znak Pusty/Archiwum – (Galeria Asymetria)[58] Wolskie Centrum Kultury w ramach Warsaw Gallery Weekend, Warszawa
- 2019 – Fokus na Europę Środkową – lata 70. – Gdańska Galeria Fotografii Oddział Muzeum Narodowego, Gdańsk
- 2019–2021 – Prywatne Mitologie. Urodziny Marty[59] – Muzeum Współczesne Wrocław

### Wybrane wystawy zbiorowe za granicą
- 1973 – Contemporary Art from Poland – CAYC, Buenos Aires, Argentyna
- 1973 – Information-Perception-Reflection – Sodertelje, Kommun, Szwecja
- 1975 – Polska awangarda – Galeria Centrum Studenckiego, Zagrzeb, Jugosławia
- 1976 – Contextual Art – Uniwersytet i Galeria S:T Petri, Lund, Szwecja
- 1976 – Polska Sztuka Kontekstualna – CEAC, Toronto, Kanada – Toronto University, Toronto, Kanada – Prezentacje i seminaria Sztuka kontekstualna: Neuberger Museum, State University New York; Visual Art School New York; International Local New York; Guggenheim Museum New York
- 1977 – Poetic Visuale – Museum of Modern Art São Paulo, Brazylia
- 1977 – Peace Please – Museum City of Copenhagen, Dania
- 1977 – Galeria Sztuki Najnowszej Galeria IH, Pecs, Węgry
- 1977 – Video Art – CEAC Toronto, Kanada
- 1981 – Mail Art Biennale – São Paulo, Brazylia
- 1981 – Metronom – Museum of Modern Art Barcelona, Hiszpania
- 1981 – Video Art – CEAC, Toronto, Kanada;
- 1983 – Polnische Künstler Heute – Galeria Steiner Zamek Babelstadt, Rappenau, Niemcy
- 1982 – Stoffwechsel (w ramach Documenta'7) – Kassel, Niemcy[15]
- 1985 – Contemporary Art from Poland – Walter Philips Gallery, Banff Center, Kanada[60]
- 1983 – Polnische Künstler Heute – Galeria Villa Streccius, Landau, Niemcy
- 1986 – Polish Manifestation in Assen – Drents Museum, Assen, Holandia
- 1990 – Photographic Statement – Galeria Fotografii, Jyväskylä, Finlandia
- 1990 – Iteration – Fundacja DANAE, Pouilly/Paryż, Francja
- 1991 – Passagen der Photographie – (“Fluss” Asociation), Schloss Wolkersdorf, Wiedeń[61]
- 1993 – Mai de la Photo, Reims, Francja[62]
- 1995 – Unsere Gegenwart – Galerie der Kunstler, Monachium, Niemcy[63]
- 1995 – Erinnerte Gegenwart – Galerie Ranitzgasse, Drezno, Niemcy
- 1998 – Maisons – Galerie Satelitte, Paryż, Francja[64]
- 1999 – Kunst aus Breslau – Galerie Aller Art, Bludenz, Austria
- 1999 – Grosse Kunst Austellung Düsseldorf – Düsseldorf, Niemcy[15]
- 2000 – Auf-GE-zaumt-Kunst in der City – Gelsenkirchen, Niemcy
- 2003 – 2005 – Polish Women’s film 1970-80 z kolekcji Muzeum Narodowego w Warszawie – NY, Oslo, Berlin
- 2007 – Grosse Kunst Austellung Düsseldorf – Düsseldorf, Niemcy[15]
- 2009 – Passing through- Galerie Kunstpunkt Berlin, Niemcy[65]
- 2011 – Koncept-Fotografie aus Polen Freies Museum, Berlin, Niemcy[66]
- 2014 – 60. International Kurtz Film, Oberhausen, Niemcy (prezentacja Filmoteki Muzeum Współczesnego w Warszawie)
- 2015 – Wild West. A history of Wrocław’s Avant-Garde exhibition – Koszyckie Centrum Kultury, Kunsthalle, Koszyce/Czechy[67]
- 2016 – Wild West. A history of Wrocław’s Avant-Garde exhibition – Kunstmuseum, Bochum/Niemcy[68]
- 2016 – Wild West. A history of Wrocław’s Avant-Garde exhibition – MSU Muzejsuvremeneumjetnosti, Zagreb/Chorwacja[69]
- 2016 – Wild West. A history of Wrocław’s Avant-Garde exhibition – Ludwig Muzeum, Budapeszt, Węgry[70]
- 2016 – 2017 – Sitting together – Tranzit.sk, Bratysława, Słowacja[71]
- 2017 – Festiwal Film-Polska – Instytut Polski, Berlin
- 2019 – Her Own Way – Top Muzeum (Muzeum Fotografii), Tokio, Japonia[72]

## Plenery, sympozja, festiwale, seminaria i wykłady
- 1971 – Spotkanie organizacyjne dot. Festiwalu Studentów Szkół Artystycznych Nowa Ruda – Zakopane
- 1972 – Festiwal Studentów Szkół Artystycznych Nowa Ruda – ZG ZSP, Nowa Ruda[73]
- 1974 – Festiwal Studentów Szkół Artystycznych Nowa Ruda – ZG ZSP, Nowa Ruda[73]
- 1975 – Festiwal Studentów Szkół Artystycznych Krajów Nadbałtyckich F-ART, Gdańsk[73]
- 1976 – Festiwal Studentów szkół Artystycznych Cieszyn – ZG ZSP, Cieszyn[73]
- 1976 – plener Osetnica 1976 – ZO ZPAP Wrocław
- 1976 – Międzynarodowe Sympozjum Sztuka Kontekstualna – Museum of Modern Art Malmö, Szwecja[74]
- 1976 – Międzynarodowe Sympozjum Sztuka Jako Sztuka Kontekstualna – Centre of Experimental Art. & Communication, Toronto/Kanada
- 1977 – Konferencja Sztuka Kontekstualna – Świnoujście
- 1977 – Sympozjum Stany Graniczne Fotografii – ZPAF, Katowice[75][76]
- 1977 – Sprawozdanie z Toronto – Galeria Sztuki Najnowszej, Wrocław
- 1977 – Konferencja Sztuka Kontekstualna w Kazimierzu nad Wisłą – Galeria „Arcus”, Lublin[77]
- 1977 – Sprawozdanie z Toronto – Galeria Na piętrze, Łódź
- 1977 – Srawozdanie z Toronto – Galeria Labirynt, Lublin
- 1977 – Sprawozdanie z Toronto – WDK, Białystok
- 1977 – Sprawozdanie z Toronto – Galeria Remont, Warszawa
- 1977 – Festiwal Artystyczny Młodzieży Akademickiej FAMA w Świnoujściu
- 1977 – Międzynarodowe Sympozjum Sztuka jako Działalność w Kontekście Rzeczywistości[78] – Galeria Remont, Warszawa
- 1977 – Sympozjum Oferta – LDK i Galeria Labirynt, Lublin[79]
- 1978 – VI Festiwal Kultury Studentów PRL w przestrzeni Galerii Wielka 19 w Poznaniu – ZG SZSP, Poznań
- 1978 – Sympozjum Nowa Sztuka w Poszukiwaniu Wartości w Jankowicach – Maximal Art. Galery, Poznań
- 1978 – Sympozjum Spotkania Nowej Awangardy w Białowieży – Galeria Znak, Białystok[80]
- 1978 – Międzynarodowe Sympozjum Działania Lokalne jako Praktyka Kulturotwórcza[73] – Galeria Sztuki Najnowszej, Wrocław
- 1978 – Sympozjum Oferta – LDK i Galeria Labirynt, Lublin
- 1979 – Warsztaty twórcze Spór o Współczesny Obraz Sztuki w Płocku – Galeria Sztuki Najnowszej, Wrocław
- 1979 – Festiwal Sztuk Plastycznych Porównania: Logika, Zmysły – BWA Sopot
- 1979 – Seminarium Wartości Nowej Sztuki w Trzebnicy – Centrum Sztuki Współczesnej, Wrocław
- 1979 – Sympozjum Co robią – Centrum Sztuki Współczesnej, Wrocław
- 1981 – Sympozjum Spotkania wrocławskie w Szczodrem – Salon Sztuki Najnowszej, Wrocław
- 1981 – Sympozjum Z czym wchodzimy w lata 80.?- Salon Sztuki Najnowszej, Wrocław
- 1981 – Plener Osieki 1981 – ZO ZPAP i Muzeum Okręgowe w Koszalinie
- 1981 – realizacja Monologu z cyklu Sytuacje stymulowane[81]
- 1983 – Sympozjum Problemy Sztuki Współczesnej – BWA, Gorzów Wlkp
- 1985 – Wykłady Avant-garde Art in Poland and Civil War – Toronto University, Slavistic Departament; London University, Department Art-history, Kanada
- 1990 – Sympozjum Być Artystą, Wojnowice – OKIS, Wrocław, SASI Warszawa
- 1991 – Międzynarodowy Festiwal Performance Czas Obecny: Historia Opowiadania – Państwowa Galeria Sztuki w Sopocie
- 2009 – Spotkanie Kontekstualne – Galeria Entropia, Wrocław[82]
- 2009 – Debata Sztuka Kontekstualna – Galeria Sztuki Najnowszej, Gorzów Wlkp.[83]
- 2009 – Plener Zamek Kliczków 2009 – ZO ZPAP Wrocław
- 2010 – Debata Ruch Fluxus – Galeria Sztuki Najnowszej, Gorzów Wlkp.
- 2011 – Plener Zamek Kliczków 2011– ZO ZPAP Wrocław[84]
- 2011 – Konteksty Festiwal w Sokołowsku, Fundacja Sztuki Współczesnej IN SITU[85]
- 2011 – Seminarium – prezentacja autorska Post mass media (moderator prof. Jerzy Olek) Instytut Grafiki, Szkoły Wyższej Psychologii Społecznej we Wrocławiu
- 2011 – Festiwal Konteksty w Sokołowsku – Fundacja In Situ, Sokołowsko[86]
- 2012 – Kultur Summer in Paderborn – Kunstverein Paderborn, Niemcy
- 2014 – Seminarium – prezentacja autorska Retrospektywa (moderator prof. Anna Markowska) Wydział Historii Sztuki Uniwersytetu Wrocławskiego
- 2015 – Villa Toronto (dokumentacja działalności z lat 70.)[87] – Galeria Raster, Warszawa
- 2015 – prapremiera filmu Barbary Maroń Artystyczne Awangardy Wrocławia lat 60. i 70. XX wieku. Śladami absolwentów PWSSP we Wrocławiu[88], realizacja ASP w Krakowie i we Wrocławiu, Wydziały Mediacji Sztuki
- 2017 – Seminarium – prezentacja autorska Post mass media, (moderator Urszula Wilk) Pracownia wolnego wyboru, ASP we Wrocławiu
- 2017 – Letnie prezentacje artystyczne: prezentacja autorska – Fundacja Wspierania Kultury Ogrody, Szczawno Zdrój
- 2020 - spotkanie autorskie online pn. Osobiste narracje. Rozmowy psychoanalityczne o pracy Anny Kutery "Na ogniu i betonie" , Muzeum Współczesne Wrocław

## Prace w zbiorach
Prace Anny Kutery znajdują się w zbiorach takich instytucji jak:
- Królewska Biblioteka Sztuki w Kopenhadze, Dania
- National Museum São Paulo, Brazylia[89]
- Muzeum Narodowe w Warszawie, Polska
- Muzeum Sztuki Nowoczesnej w Warszawie, Polska[90]
- Muzeum Okręgowe w Bydgoszczy im. Leona Wyczółkowskiego, Polska
- Muzeum Okręgowe (Galeria 72) w Chełmie, Polska[91]
- Muzeum Sztuki w Łodzi, Polska[92]
- Muzeum Współczesne Wrocław, Polska[93]
- Centrum Sztuki – Zamek Ujazdowski w Warszawie, Polska
- Kolekcja Dolnośląskiego Towarzystwa Zachęty Sztuk Pięknych, Polska[94]
- Kolekcja Mazowieckiego Centrum Sztuki Współczesnej „Elektrownia” w Radomiu, Polska[95]
- Kolekcja BWA w Lublinie (obecnie Galeria Labirynt), Polska[96]
- Fundacja DANAE, Pouilly-Paryż, Francja[2]
- Galerie Rähnitzgasse, Drezno, Niemcy
- Galerie Satellite, Paryż, Francja
- prace w zbiorach prywatnych w kraju i za granicą[23]

## Publikacje
- Łukasz Guzek, Rekonstrukcja Sztuki Akcji w Polsce, Warszawa 2017, ISBN 978-83-654-8019-4.
- Zenon Harasym, Fotografia we Wrocławiu 19545-1997, Wrocław 1997.
- Anna Markowska, Sztuka podręczna Wrocławia. Od rzeczy do wydarzenia, Wrocław 2019.
- Dzikie pola. Historia awangardowego Wrocławia. Przewodnik, ed. Dorota Monkiewicz, Warszawa 2015.
- Andrzej Saj, Andrzej Kostołowski, Wrocław sztuki: sztuka i środowisko artystyczne we Wrocławiu 1946-2006, Wrocław 2006.
- Awangarda w plenerze Osieki i Łazy 1963-1981, red. Jerzy Kalicki, Ewa Kowalska, Walentyna Orłowska, Ryszard Ziarkiewicz, Koszalin 2008, ISBN 978-83-89463-07-4.
- Anna Kutera [Katalog wystawy], Galeria Miejska, Wrocław 2009, ISBN 978-83-914348-2-6.
- Anna Kutera POST gazetowa miłość [Katalog wystawy], Galeria Miejska Wrocław, BWA Bydgoszcz, Galeria Sztuki Wozownia, Toruń 2012.